# Guttet-Feschel
Guttet-Feschel – miejscowość i gmina (Politische Gemeinde) w południowej Szwajcarii, w kantonie Valais, w okręgu (Bezirk) Leuk. Powstała 1 października 2000 w wyniku połączenia gmin Guttet i Feschel.

## Demografia
W Guttet-Feschel mieszka 437 osób. W 2022 roku 7,3% populacji gminy stanowiły osoby urodzone poza Szwajcarią. 